# Wrecking Ball (canção de Darren Hayes)
"Wrecking Ball" foi o quinto e último single tirado do álbum Secret Codes and Battleships do cantor australiano Darren Hayes, sendo lançado em 2014.

## Lançamento
A música esteve disponível, a princípio, somente na versão de colecionador do álbum, lançada em edição limitada em CD, no ano de 2011. Em fevereiro de 2014, o cantor decidiu lançar a faixa no formato single, dois anos após já ter encerrado a promoção do álbum.
O single foi lançado por download digital em 9 de fevereiro de 2014, estando disponível mundialmente na loja virtual iTunes Store, e no Reino Unido também pela Amazon UK.
O download ainda incluiu a faixa rara "Sweetest Lullaby" como lado B do single. Esta foi a primeira vez que ambas as faixas foram disponibilizadas digitalmente pelo cantor.

## Single Digital
- Internacional

1. Wrecking Ball - 3:30
2. Sweetest Lullaby - 5:57